# Augusto Cid de Mello Périssé
Augusto Cid de Mello Périssé (Barbacena, 30 de abril de 1917 – Rio de Janeiro, 30 de março de 2008) foi um cientista brasileiro de ascendência francesa, pesquisador em química e bioquímica do Instituto Oswaldo Cruz (atual Fundação Oswaldo Cruz), bem como de diversas instituições de pesquisa ao redor do mundo.
O Prof. Dr. Augusto Périssé era Membro da Sociedade Brasileira de Química (SBQ), da Sociedade Brasileira para o Progresso da Ciência (SBPC), da Sociedade de Biologia do Rio de Janeiro, da Sociedade de Química da Alemanha (Deutsche Chemische Gesellschaft, atual Gesellschaft Deutscher Chemiker) e da Sociedade de Química de Londres (Chemical Society, atual Royal Society of Chemistry).
O Prof. Dr. Augusto Cid de Mello Périssé é patrono da cadeira nº 105 da Academia de Ciências Farmacêuticas do Brasil (antiga Academia Nacional de Farmácia).

## Biografia
Filho do médico e empresário Dr. João Gambetta Périssé e de Irene de Mello Périssé, foi criado em Santo Antônio de Pádua, no interior do estado do Rio de Janeiro, onde estudou no Colégio de Pádua.
Casado com Vera de Andrade Périssé, era genro do eminente médico e cientista Dr. Alfredo Antonio de Andrade, diretor do Laboratório de Química do Museu Nacional e livre-docente e professor catedrático da Faculdade de Medicina da Universidade do Brasil.

### Carreira acadêmica e profissional
Formado em 1938 pela Escola Nacional de Farmácia da Universidade do Brasil, atual Universidade Federal do Rio de Janeiro (UFRJ), especializou-se em química orgânica e bioquímica no Instituto Oswaldo Cruz (IOC). Além disso, era Doutor em Ciências (Química) pela Faculdade de Filosofia, Ciências e Letras da Universidade de São Paulo (USP), título obtido em 1957 com a tese "Sôbre a Síntese e Propriedades de Formazanas e Tetrazenos", sob a orientação do Prof. Dr. Heinrich Hauptmann.
Em 1943, ingressou por concurso no Instituto Oswaldo Cruz como químico analista. Em Manguinhos, foi tecnologista, professor, pesquisador, e organizou o laboratório de química orgânica. De 1948 a 1951, fez cursos de especialização em química orgânica, bioquímica, eletrônica e microscopia eletrônica no IOC. De 1950 a 1952, foi Professor Assistente do curso de Química Orgânica do Instituto Oswaldo Cruz. Em 1952, foi Professor do Curso de Síntese Orgânica no Instituto de Tecnologia do Rio de Janeiro e em 1956 foi Professor Regente de Química Orgânica e Biológica na Universidade da Bahia (atual Universidade Federal da Bahia), em Salvador. De 1963 a 1970 foi Professor Catedrático do Instituto Oswaldo Cruz.
Em outubro de 1957, viajou para Frankfurt, Alemanha Ocidental, para realizar pós-doutorado como bolsista do Serviço de Intercâmbio Acadêmico Alemão (Deutscher Akademischer Austauschdienst – DAAD), trabalhando até setembro de 1958 com o Prof. Dr. Theodor Wieland (filho do Prêmio Nobel de Química, Prof. Dr. Heinrich Wieland, e cunhado do Prêmio Nobel de Medicina, Prof. Dr. Feodor Lynen) na Universidade J.W. Goethe de Frankfurt (Johann Wolfgang Goethe-Universität Frankfurt am Main) com pesquisas sobre Amanitina e Phaloidina (princípios tóxicos do cogumelo Amanita phaloidea). De outubro de 1958 a setembro de 1959, como bolsista do CNPq, fez mais um pós-doutorado, dessa vez em Paris, onde então trabalhou no Collège de France com o Prof. Dr. Alain Horeau no Laboratório de Química Orgânica dos Hormônios (Laboratoire de Chimie Organique des Hormones), fazendo pesquisas sobre Síntese de Hormônios Sexuais. Em 1960, voltou ao Brasil, ao Instituto Oswaldo Cruz. Retornou à França em 1965, a convite do Prof. Dr. László Mester de Parajd, como Pesquisador Visitante, bolsista do Governo Francês, no Instituto de Química de Substâncias Naturais (Institut de Chimie des Substances Naturelles – ICSN) do Centro Nacional de Pesquisa Científica da França (Centre National de la Recherche Scientifique – CNRS), fazendo pesquisas sobre a Estrutura Química do Fibrinogênio, publicando vários trabalhos com o professor Mester. Também em 1965, foi novamente trabalhar com o Prof. Dr. Theodor Wieland como Pesquisador Convidado do Governo Alemão sobre Produtos Naturais no Instituto de Química da J. W. Goethe Universität, em Frankfurt am Main, Alemanha. Em 1969 e 1970, foi membro da Banca Julgadora das Bolsas de Estudo do Serviço de Intercâmbio Acadêmico Alemão (Deutscher Akademischer Austauschdienst – DAAD), convidado pela Embaixada da República Federal Alemã (Serviço Cultural no Brasil).
Em 1970, durante a ditadura militar, teve seus direitos políticos cassados e foi aposentado compulsoriamente pelo Ato Institucional nº 5 (AI-5), no episódio que ficou amplamente conhecido como o Massacre de Manguinhos, tendo sido cassado juntamente com outros nove eminentes cientistas: Domingos Arthur Machado Filho (1914-1990), Fernando Braga Ubatuba (1917-2003), Haity Moussatché (1910-1998), Herman Lent (1911-2004), Hugo de Souza Lopes (1909-1991), Masao Goto (1919-1986), Moacyr Vaz de Andrade (1920-2001), Sebastião José de Oliveira (1918-2005) e Tito Arcoverde de Albuquerque Cavalcanti (1905-1990). Embora, em 1970, tenha sido aprovado em concurso para professor da Faculdade de Filosofia, Ciências e Letras de Ribeirão Preto (USP), foi impedido de ocupar o posto devido à sua cassação. Além disso, foi obrigado a interromper suas pesquisas sobre venenos de diplópodas (gongolo) brasileiros. Sua pesquisa com diplópodas visava desenvolver anestésico derivado do veneno do diplópoda.
Em 1971, viajou para a França a convite do Prof. Dr. László Mester de Parajd, voltando a trabalhar no Instituto de Química de Substâncias Naturais (Institut de Chimie des Substances Naturelles – ICSN) do Centro Nacional de Pesquisa Científica da França (Centre National de la Recherche Scientifique - CNRS), em Gif-sur-Yvette, onde permaneceu como Pesquisador estrangeiro até 1975. Ocupou o elevadíssimo cargo de Diretor de Pesquisa e Professor estrangeiro do Instituto de Saúde e Pesquisa Médica de Paris (Institut National de la Santé et de la Recherche Médicale - INSERM), onde infelizmente não pôde permanecer visto não querer se naturalizar francês (foi-lhe exigida sua naturalização francesa pelo elevado cargo ocupado), devido ao forte sentimento nacionalista, visto que perderia a cidadania brasileira ao naturalizar-se francês (conforme art. 22, I, da Lei 818/49). O Prof. Dr. Augusto Périssé esteve ainda no Instituto Max Planck de Pesquisa Médica (Max-Planck-Institut für medizinische Forschung), de Heidelberg, trabalhando com síntese automática de proteínas, e na Universidade Técnica de Munique (Technische Universität München). Foi convidado pelo Prof. Dr. Feodor Lynen, ganhador do Prêmio Nobel de Medicina de 1964, para trabalharem juntos, mas, infelizmente, o professor Lynen faleceu cerca de um mês depois de ter estado no Brasil visitando o professor Augusto Périssé.
Em 1976, não conseguindo colocação no Brasil devido à cassação política, e uma vez que pensava que França e Alemanha tinham número e qualidade suficientes de cientistas, resolveu ir para a África colaborar com o desenvolvimento científico daquele continente. Assim, foi para Moçambique, onde foi convidado pelo Governo da República Popular de Moçambique para dirigir a cátedra de química na Universidade Eduardo Mondlane, onde então atuou como professor catedrático. Porém, mais tarde, visto que a esposa, Vera de Andrade Périssé, encontrava-se gravemente enferma, retornou ao Brasil em 1979, mesmo ano do falecimento dela.
O Prof. Dr. Augusto Périssé recomeçou seu trabalho em Manguinhos, em 1981, como bolsista do Conselho Nacional de Desenvolvimento Científico e Tecnológico (CNPq), prestando consultoria à Vice-Presidência de Desenvolvimento. Infelizmente nunca mais teve um laboratório próprio na Fiocruz, e, apesar das dificuldades enfrentadas, utilizando laboratórios de colegas, ou uma sala (localizada ao lado da sala da OPAS) gentilmente cedida pelo Vice-Presidente da Fiocruz e Diretor do INCQS (Fiocruz), Prof. Dr. Eduardo Motta Alves Peixoto, se empenhou em retomar suas pesquisas sobre os Diplópodas e sobre Química e Bioquímica da Hanseníase, conforme conta em biografia contida na introdução do seu trabalho "THE CHEMISTRY AND BIOCHEMISTRY OF LEPROSY. A REVIEW".
Em 1986, foi reintegrado ao quadro de pesquisadores da Fundação Oswaldo Cruz. Devido a problemas de saúde, afastou-se deste cargo em 1994.
Desde seu afastamento, sofreu com diversos problemas de saúde e teve várias internações hospitalares na Clínica São Vicente, na Gávea, e permaneceu em Home-Care na sua casa na Rua Lopes Quintas, no bairro Jardim Botânico. Na manhã do dia 30 de março de 2008, faleceu no Hospital Pró-Cardíaco, em Botafogo, de falência múltipla dos órgãos desencadeada por infecções hospitalares, sendo o último a falecer dentre os dez cientistas cassados pela ditadura militar no chamado Massacre de Manguinhos. Está sepultado no Cemitério São João Batista, em Botafogo, Rio de Janeiro.

## Lista de algumas publicações científicas
Hauptmann H. et Périssé A.C.M. - "Contribuição ao conhecimento dos compostos formazílicos" - Ciência e Cultura, 5 (4), 223 - 1953
Hauptmann H. et Périssé A.C.M. - Para o Conhecimento dos Compostos Formazílicos - Ciência e Cultura, 6 (4), 197 - 1954
A. C. de Mello Périssé e H. Hauptmann - Para o conhecimento dos compostos formazílicos. - VI Reunião Anual da Sociedade Brasileira para o Progresso da Ciência - 1954
Hauptmann H. et Périssé A.C.M. - Zur Kenntnis der Formazylverbindungen - Expérientia 10,60 - 1954
Hauptmann H. Und Périssé A.C.M. - Über Formazane und Tetrazene II. - Chem. Ber. 82, 1081-1094 - 1956
Périssé A.C.M. - Sobre a Síntese e Propriedades de Formazanas e Tetrazenos - Tese de doutorado apresentada na Faculdade de Filosofia, Ciências e Letras de São Paulo para o título de Doutor em Ciências (química), Universidade de São Paulo.
Périssé A.C.M., Owellen R., Leite J.G.P., Loureiro R.G. and Salles Clemente A. - Contribuição ao Estudo da Reação entre Semicarbazonas e Sais de Diazônio - Revista Academia Bra. Ciências - 1963
Périssé A.C.M., Salles C.A. and Moussatché H. - Estudo Químico de Diplopoda Brasileiros II - "Spirostrophus Naresi" (Pocock). - Atas Soc. Biol. Rio de Janeiro, 12, (3), 155-156, 1968
Moussatché H., Cuadras J. Lopes and Ramos R. - Périssé A.C.M., Salles Clemente A. and Loureiro E.G. - Chemistry and Pharmacology of the venomous Secretion of "Rhinocricus varians" - Rev. Brasil. Biol. 29, (1), 25-34, 1969
Périssé A.C.M. and Salles Clemente A. - Estudo Químico de Diplopoda Brasileiros III - "Collostreptus fulvus" (Schubart, 1960) atas Soc. Biol. Rio de Janeiro, 13 (3-4), 1970
Mester L., Périssé A.C.M. e Vass G. - Transformation Chimique des Biopolymères : préparation du diazo-fibrinogène. - C. R. Acad. Sc. Paris - 268 (D) 179-182, 1969.
Moussatché H., Cuadras J.L., Ramos P.R. and Périssé A.C.M. Pharmacological Experiments with benzoquinones - Rev. Brasil. Bio. 27, (4), 369-379, 1967
Périssé A.C.M. and Salles Clemente A. - Chemical study of Brazilian Diplopoda IV - "Orthoporus fudcipes" - Rev. Acad. Bras. Ciências - in Press
Périssé A.C.M. and Salles Clemente A. - Chemical Study of Brazilian Diplopoda V - "Guanabarastreptus Triangulatus" (Schubart) - Atas. Soc. Biol. Rio de Janeiro 12, Suplemento, 1970
Périssé A.C.M., Soria J., Soria C., and Mester L. - Dissociation between human platelet agglomerating activity and Factor VIII procoagulant activity of bovine plasma preparations by chemical treatments. Part II: Effect of periodate oxidation. Path. & Biol., 21, 63 (1973)
Périssé A.C.M. - Oxydation par l'acide periodique des glycoprotéines impliquées dans l'hémostase. - Colloque International du C.N.R.S. sur les Glycoconjugués. Lille, 1973, sous presse
Soria J., Soria C., Mello Périssé A.C., et Mester L. - Mode of Action of Fibrinogen in Platelet Aggregation - IV th International Congress on Thrombosis and Haemostasis. Vienna, 1973. sous presse
Périssé A.C.M., Mester M., Roche C.C. et Mester L. - Détection par la réaction formazylique et effet sur l'hémostase des fonctions aldéhydiques libres du fibrinogène oxydé par l'acide periodique. C.R. Acad. Sci., Paris, sous presse
Périssé ACM. The Chemistry and Biochemistry of Leprosy. A review - Rio de Janeiro. 1988. 172 páginas.
Périssé ACM, and Andrade ML. Revisão da Química e Bioquímica dos Diplopoda. Rio de Janeiro: Fiocruz. 1982. 116 páginas.

## Tradução de obras
Tradução científica, inglês-português:
"The Nature of Biochemistry" - by Ernest Baldwin. 2ª ed. Oxford - London - 1967